# Москальчук Микита Андрійович
Микита Андрійович Москальчук (20 жовтня 1902, Очеретня — 14 листопада 1943, Паволоч) — радянський офіцер, Герой Радянського Союзу, в роки радянсько-німецької війни заступник командира 54-ї гвардійської танкової бригади 7-го гвардійського Київського танкового корпусу 3-ї гвардійської танкової армії 1-го Українського фронту, гвардії підполковник.

## Біографія
Народився 20 жовтня 1902 року в селі Очеретні (нині Погребищенського району Вінницької області України) в сім'ї селянина. Українець. Закінчив 5 класів реального училища.
У Червоній Армії з 1920 року. У 1927 році закінчив Київську школу командирів РСЧА. Член ВКП(б) з 1928 року. У 1931 році закінчив Московські бронетанкові командні курси, в 1933 році — Московські курси удосконалення командного складу механізованих військ РСЧА, в 1941 році — Військову академію імені М. В. Фрунзе.
Учасник радянсько-німецької війни з березня 1942 року. Воював на Центральному, Воронезькому і 1-му Українському фронтах.
З 13 січня 1943 року 3-я танкова армія брала участь у Острогозько-Россошанській наступальній операції. Майор М. А. Москальчук з 14 січня 1943 року у важких бойових умовах неодноразово виїжджав і вилітав на літаку У-2 в передові з'єднання і частини армії з бойовими наказами та розпорядженнями. Забезпечував їх своєчасне доведення до відома командування, чим сприяв впевненому управління частинами в складній, швидко мінливій обстановці, підтримання взаємодії між наступаючими військовими частинами. За своєчасне і чітке виконання відповідальних завдань командування армії наказом командуючого 3-ю танковою армією № 024/н від 8 квітня 1943 року М. А. Москальчук був нагороджений орденом Червоного Прапора.
Надалі брав участь у Воронезько-Харківській наступальної операції, Харківській оборонній операції, Орловській наступальній операції, Букринській наступальній операції.
Восени 1943 року підполковник М. А. Москальчук був призначений заступником командира 54-ї гвардійської танкової бригади. Особливо відзначився в Київській наступальній операції.
З 4 листопада 1943 року очолював передові підрозділи бригади. У період бойових дій 4—14 листопада в районі міста Василькова Київської області першим увірвався в місто з одним танком.
Виконуючи наказ командира корпусу, 8 листопада з одним танком першим увірвався в містечко Паволоч Попільнянського району Житомирської області. Протягом шести днів командував 54-ю гвардійською танковою бригадою, у взаємодії з командиром 55-ї гвардійської танкової бригади утримував містечко Паволоч, особисто керував обороною північніше ділянки містечка. Брав участь у відбитті 10 атак противника, сам особисто ходив у рукопашну сутичку з противником. Прийняв в підпорядкування партизанський загін і ним керував відбиттям атак противника. Перебуваючи в тилу в районі містечка Паволочі завдав Білоцерківської угрупованню противника великі втрати у техніці і живій силі. У взаємодії з частинами і командиром 55-ї гвардійської танкової бригади знищив 1 000 солдатів і офіцерів, 300 автомашин, 25 танків всіх видів, 30 гармат різних калібрів, захоплено в полон до 600 солдатів і офіцерів противника.
Там, де важко було, особисто з'являвся і керував діями в рукопашних боях з ворогом. При прориві бригадою засідки упротивника в районі містечка Паволочі був смертельно поранений і 14 листопада 1943 року помер.

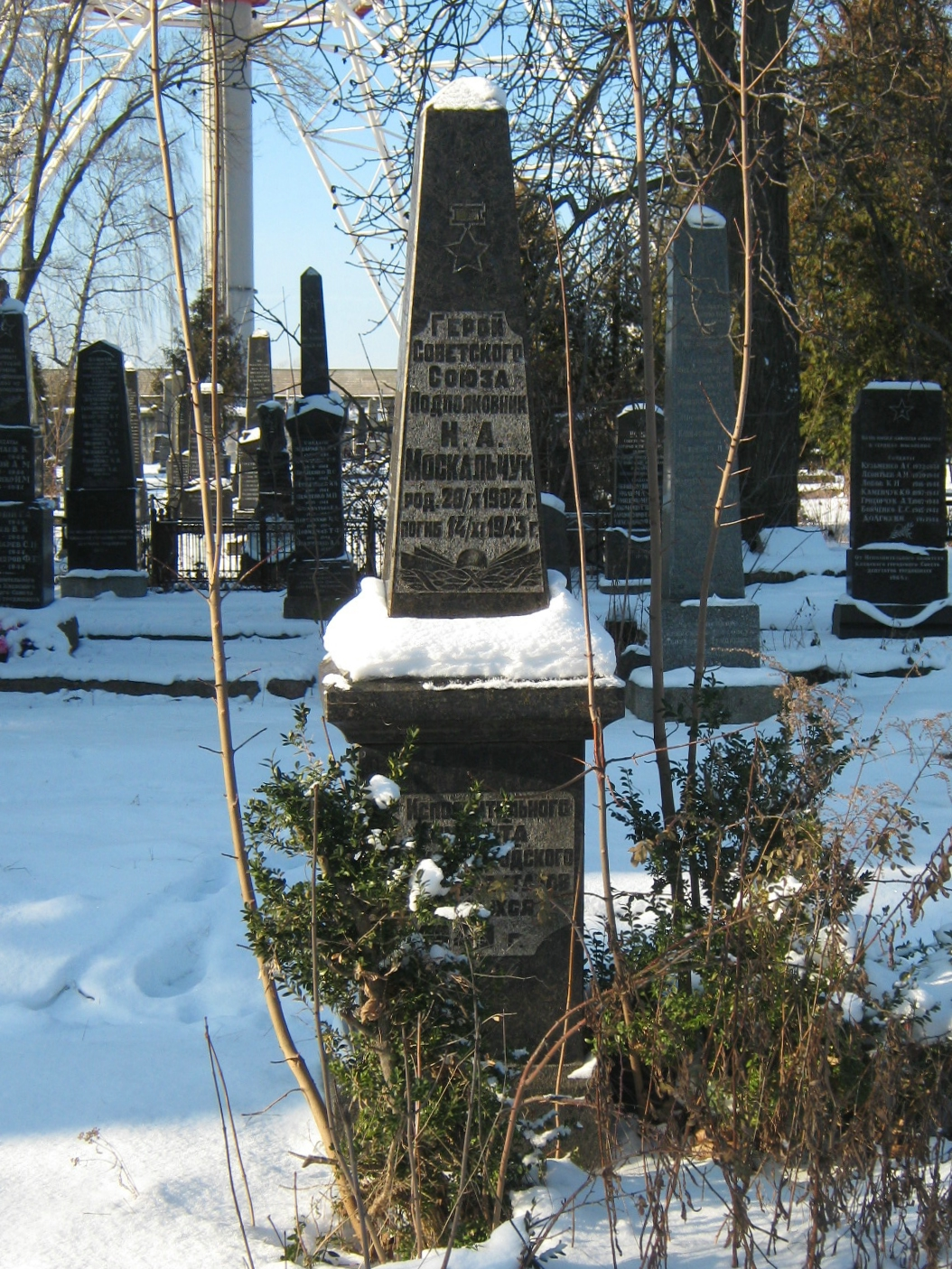
Могила Микити Москальчука

Спочатку був похований у лісі на схід від села Півні. Пізніше був перепохований на Лук'янівському військовому кладовищі в Києві.

## Нагороди, пам'ять
Указом Президії Верховної Ради СРСР від 10 січня 1944 року за зразкове виконання бойових завдань командування на фронті боротьби з німецько-фашистськими загарбниками і проявлені при цьому мужність і героїзм, гвардії підполковнику Москальчуку Микиті Андрійовичу присвоєно звання Героя Радянського Союзу (посмертно).
Нагороджений орденами Леніна (10 січня 1944), Червоного Прапора (8 квітня 1943).
У селі Очеретні ім'ям Героя названа вулиця.